# 시라이 히로유키
시라이 히로유키(일본어: 白井 博幸, 1974년 6월 17일 ~ )는 일본의 전 축구 선수이다.

## 구단 경력
1993년 J1리그의 시미즈 에스펄스에 입단했다. 1996년까지 43경기에 출전하여, 2득점을 넣었다. 1996년에 J리그컵 우승을 차지했다. 1997년부터 1998년까지 베르디 가와사키와 세레소 오사카에서 뛰었다. 2000년 J2리그의 쇼난 벨마레에 입단했다. 2005년까지 126경기에 출전하여, 2득점을 넣었다. 2006년부터 2007년까지 베갈타 센다이에서 뛰었다. 그후 일본 풋볼 리그의 FC 류큐에서 활동했다. 2008년후 현역 은퇴.

## 국가대표팀 경력
그는 1996년 하계 올림픽에 참가할 일본 U-23 국가대표팀에 발탁되었으며, 2경기에 출전했다.